# Michael Douglas
Michael Kirk Douglas (n. 25 septembrie 1944, New Brunswick⁠(d), New Jersey, SUA) este un actor și producător american. Michael Douglas este fiul actorului american Kirk Douglas și al actriței Diana Dill.

## Filmografie
- Umbra unui urias (1966)
- Hail, Hero! (1969)
- Adam at Six A.M. (1970)
- Înainte de război (1971)
- Liniște spulberată (1971)
- The Streets of San Francisco (1972)
- Napoleon și Samantha (1972)
- Coma (1978)
- Sindromul chinezesc (1979)
- Maratonistul (1979)
- It's My Turn (1980)
- Justiție finală (1983)
- Idilă pentru o piatră prețioasă (1984)
- Audiții pe Broadway  (1985)
- Giuvaerul Nilului (1985)
- Atracție fatală (1987)
- Wall Street (1987)
- Războiul rozelor (1989)
- Shining Through (1992)
- Cădere liberă (1993)
- Jocul (1997)
- O crimă perfectă (1998)
- Trafic (2000)
- Wonder boys (2000)
- Nici o vorbă (2001)
- O noapte la McCool's (2001)
- Cuscrii (2003)
- În familie(2003)
- Spune cine ești! (2004)
- Noi doi și Dupree (2006)]
- Santinela (2006)
- Regele din California (2007)
- Fantomele fostelor iubite(2009)
- Vinovat și victimă (2009)
- Singuraticul (2009)
- Street: Banii sunt făcuți să circule(2010)
- Haywire: Cursa pentru supraviețuire (2011)
- Burlaci întârziați (2013)
- Viața mea cu Liberace (2013)
- Reykjavik (2014)
- Vânătoarea din iad (2014)
- Așa e viața (2014)
- Omul-Furnică (2015)
- Ken San  (2016)
- Unlocked Pericol descătușat (2017)
- The Kominsky Method (2018)
- Animal World  (2018)
- Omul Furnică și Viespea (2018)

## Premii
- Golden Globe (2019) - Cel mai bun actor dintr-un serial TV (comedie/muzical) The Kominsky Method, castigator
- Golden Globe (2014) - Cel mai bun actor dintr-o mini-serie sau film TV Behind the Candelabra, castigator
- Premiul BAFTA (2001) - Cel mai bun actor, nominalizat
- Golden Globe (2001) - Cel mai bun actor într-o dramă, nominalizat